# Hypolimnas poensis
Hypolimnas poensis är en fjärilsart som beskrevs av Rothschild 1918. Hypolimnas poensis ingår i släktet Hypolimnas och familjen praktfjärilar. Inga underarter finns listade i Catalogue of Life.